# Jan Weinert
Jan Weinert, křtěný Jan Josef (18. prosince 1914 Karlín – 17. listopadu 1939 Praha) byl český středoškolský pedagog a studentský funkcionář, který byl popraven 17. listopadu 1939.

## Život
Jan Weinert se narodil v Karlíně do rodiny úředníka Buštěhradské dráhy Rudolfa Weinerta a jeho ženy Růženy Bártové. Vystudoval gymnázium v pražské Libni a poté bohemistiku a germanistiku na Filosofické fakultě Univerzity Karlovy. V roce 1937 začal vyučovat na pražských středních školách (Atheneum, anglické gymnázium, reálné gymnázium v Praze XIV). Během svých studií se začal angažovat ve studentských organizacích. Mezi lety 1936 a 1937 působil jako jednatel Svazu československého studentstva v Praze a v letech 1937-38 byl jeho předsedou. V září 1939 se stal předsedou Svazu českého studentstva v Čechách.
V politice byl nacionalisticky orientován a v době 1. republiky byl členem Národního sjednocení. V roce 1938 byl funkcionářem Mladého národního sjednocení, později působil i v mládežnických organizacích Mladá Národní jednota a Mladé Národní souručenství.
26. října 1939 přednesl odvážný projev o 28. říjnu, ve kterém mimo jiné prohlásil německou okupaci a Protektorát Čechy a Morava za dočasnou záležitost. 15. listopadu intervenoval na policejním ředitelství ve prospěch studentů zadržených po pohřbu Jana Opletala. Ve večerních hodinách 16. listopadu 1939 byl zatčen gestapem během schůze Svazu českého studentstva v Čechách, která se konala v ústředí Národního studentského svazu v Hopfenštokově (dnešní Navrátilově) ulici a kterou Weinert řídil. Ještě téhož dne byl vyšetřován v Petschkově paláci. Následujícího dne byl bez soudu popraven v Ruzyňských kasárnách. Na rodinné hrobce na Olšanských hřbitovech se nachází jeho kenotaf.

## Ocenění
- Medaile Za hrdinství in memoriam (2022)

## Fotogalerie

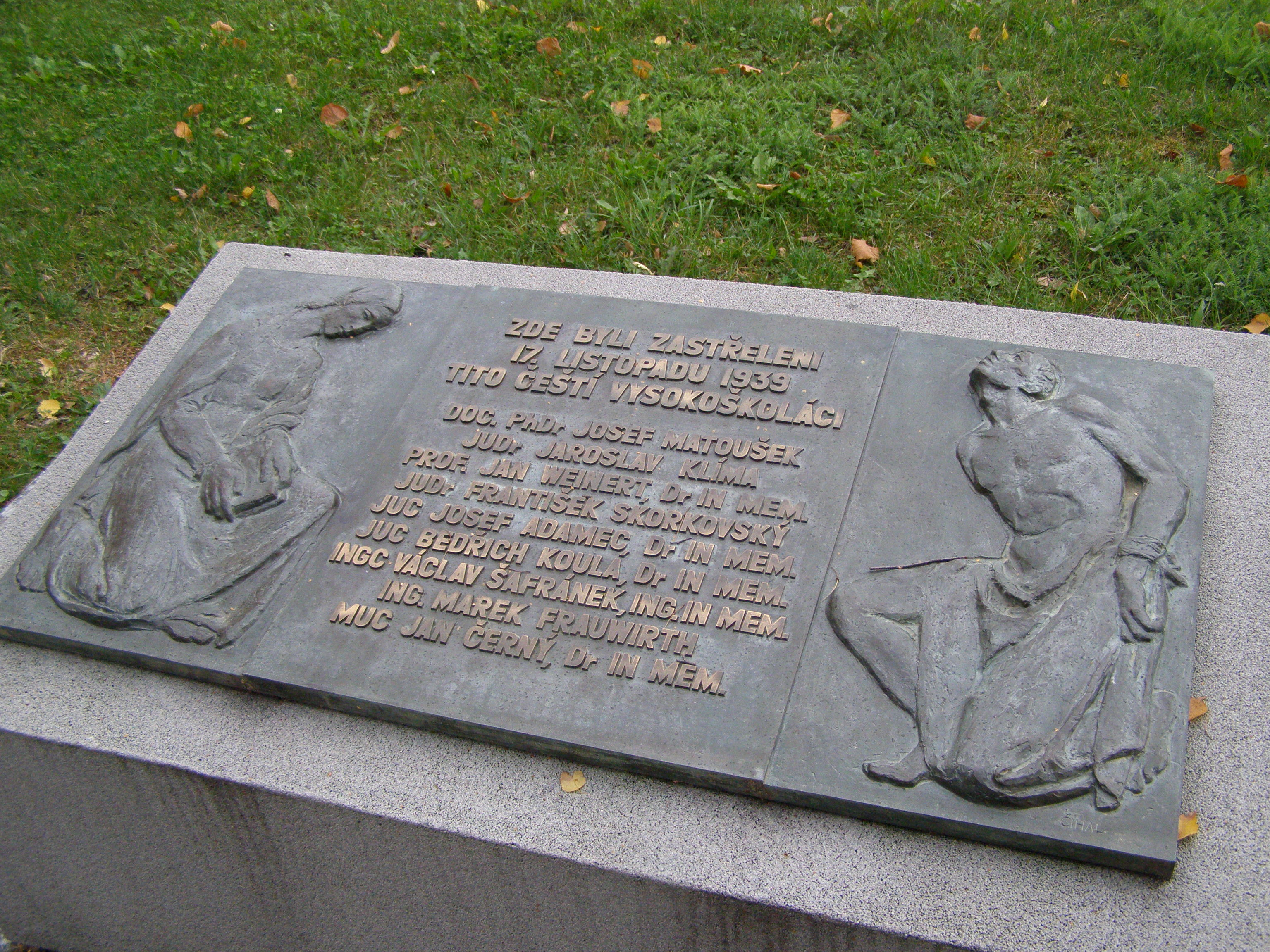
Připomínka popravy devíti hlavních představitelů studentského hnutí dne 17. listopadu 1939 na památníku v kasárnách 17. listopadu v Praze Ruzyni
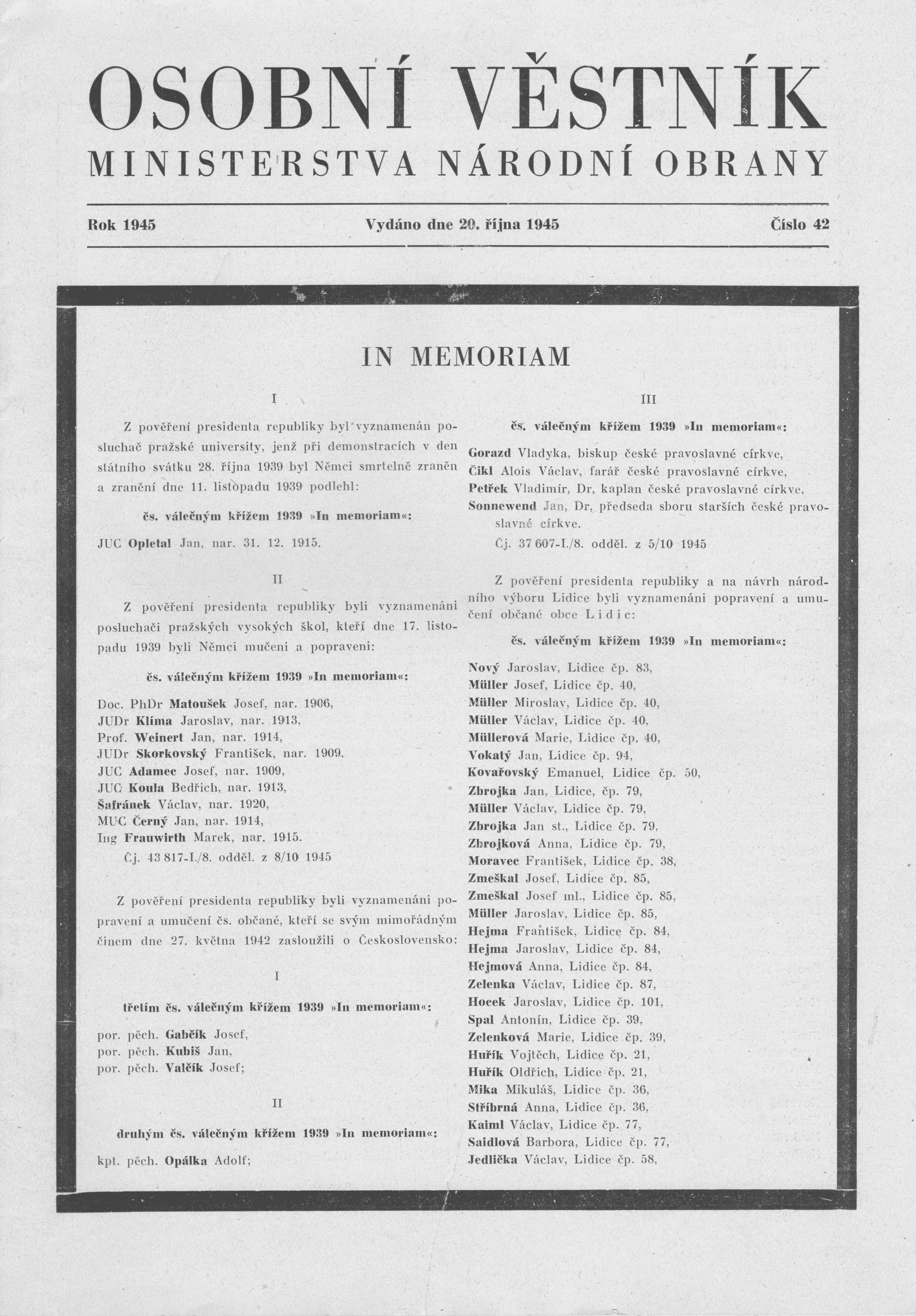
Osobní věstník MNO číslo 42 ze dne 20. října 1945 - titulní strana: udělení Československého válečného kříže 1939-1945